# قرار مجلس الأمن التابع للأمم المتحدة رقم 1791
قرار مجلس الأمن التابع للأمم المتحدة رقم 1791، المتخذ بالإجماع في 19 ديسمبر 2007.

## القرار
رحب مجلس الأمن بتعيين حكومة وحدة وطنية في بوروندي في 14 تشرين الثاني / نوفمبر، وشدد على ضرورة استمرار منظومة الأمم المتحدة والمجتمع الدولي في دعمهما لتوطيد السلام والتنمية الطويلة الأجل في ذلك البلد، ومدد مجلس الأمن ولاية مكتب الأمم المتحدة المتكامل في بوروندي حتى 31 كانون الأول / ديسمبر 2008.
دعا المجلس حكومة بوروندي وباليبيهوتو، طرفا اتفاق وقف إطلاق النار الشامل المبرم في أيلول / سبتمبر 2006، إلى الامتناع عن أي عمل قد يؤدي إلى استئناف الأعمال العدائية وحل القضايا العالقة بروح من التعاون.
وحث المجلس قوات باليبيهوتو على العودة إلى الآلية المشتركة للتحقق والرصد، المنشأة بموجب ذلك الاتفاق، دون تأخير أو شروط مسبقة، والإفراج الفوري عن جميع الأطفال المرتبطين بالحركة.
وطُلب من مكتب الأمم المتحدة المتكامل في بوروندي القيام بدور سياسي قوي في دعم عملية السلام، بالتنسيق الكامل مع الشركاء الإقليميين والدوليين. وشُجعت حكومة بوروندي على مواصلة جهودها فيما يتعلق بتحديات توطيد السلام، ولا سيما الحكم الديمقراطي وإصلاح العدالة والأمن.

## روابط خارجية
- نص القرار في undocs.org